# 일본국 헌법 제80조
일본국 헌법 제80조(일본어: 日本国憲法第80条)은 일본국 헌법 제6장 "사법"의 조문 중 하나이다. 하급 재판소의 재판관에 대해 규정하고 있다.

## 조문
일본국 헌법 제80조
① 하급 재판소의 재판관은 최고재판소가 지명한 자의 명부에 따라 내각이 이를 임명한다. 그 재판관은 임기를 10년으로 하며, 재임(再任)될 수 있다. 단 법률이 정하는 연령에 달하였을 때는 퇴관한다.
② 하급 재판소의 재판관은 모두 정기적으로 상당액의 보수를 받는다. 이 보수는 재임 중 이를 감액할 수 없다.

## 해설
제1항은 하급 재판소의 재판관의 임명과 그 임기에 대해 규정하였다. 그러나 전조의 최고재판소 재판관의 경우와 마찬가지로 정년인 70세가 되면 퇴관해야 한다. 제2항은 전조 제6항의 내용과 같다.